# Dracaena acaulis
Dracaena acaulis är en sparrisväxtart som beskrevs av John Gilbert Baker. Dracaena acaulis ingår i släktet dracenor, och familjen sparrisväxter. Inga underarter finns listade i Catalogue of Life.